# VP5
VP5 est un codec vidéo créé par On2 Technologies en février 2002. Quand le codec était en version bêta, On2 créa un plug-in pour RealPlayer. Plus tard, la version finale du codec fut prête. Le codec VP5 fut abandonné quand le VP6 sortit. Le plug-in RealPlayer est encore disponible ici.